# فران دونفي
فران دونفي (بالإنجليزية: Fran Dunphy)‏ هو مدرب كرة سلة أمريكي، ولد في 5 أكتوبر 1948 في Drexel Hill, Pennsylvania ‏ في الولايات المتحدة.

## روابط خارجية
- فران دونفي على موقع كلية كرة السلة في سبورتس رفرنس.كوم (الإنجليزية)
- فران دونفي على موقع كلية كرة السلة في سبورتس رفرنس.كوم (الإنجليزية)